# 博雷加尔旺东
博雷加尔旺东（法語：Beauregard-Vendon）是法国多姆山省的一个市镇，属于里永区（Riom）孔布龙德县（Combronde）。该市镇总面积7.33平方公里，2009年时的人口为1025人。

## 人口
博雷加尔旺东人口变化图示